# 휘경원원소도감의궤
휘경원원소도감의궤에 대해 설명한다.
1863년 양주(楊州) 순강원(順康園) 우강(右岡)에 있던 현목수빈묘(顯穆綏嬪墓)인 휘경원(徽慶園)을 양주(楊州) 달마동(達摩洞)으로 하기 옮기기(遷奉:천봉) 위해 묘자리(園所:원소)를 준비한 과정을 기록한 책으로, 병인양요(1866년) 때 프랑스 군에 의해 약탈되어 프랑스 국립도서관에 소장되어 오다가 1993년 9월 14일 프랑수아 미테랑 프랑스 대통령의 방한과 같은 날 실시된 정상회담 및 9월 16일 출국 시점에 맞춰 9월 15일 저녁 청와대에서 김영삼 전 대통령에게 「수빈휘경원원소도감의궤-상권」을 직접 전달되었다. 이로 인해 현재 대한민국 고속철도에서 운행되고 있는 열차가 프랑스에서 제작한 TGV로 결정되었다.
이 책은 3년마다 자격을 갱신하는 영구 임대 형식으로 한국에 전달되었다.
임대료: 원/년

## 참조
1. ↑  “e-영상역사관”. 한국정책방송원. 1993년 9월 15일. 2010년 2월 22일에 확인함.[깨진 링크(과거 내용 찾기)]
2. ↑  김창기기자 (1993년 9월 16일). “옛문서 1권 (상권) 전달/순조때 휘경원원소도감의궤 /미테랑,김대통령방문”. 조선일보. 2010년 2월 22일에 확인함.
3. ↑  조운찬·박영환기자 (2005년 7월 5일). “佛 외규장각 '버팀수'에 韓 '자충수'”. 경향신문. 2010년 5월 22일에 확인함.